# Birger Kaipiainen
Birger Johannes Kaipiainen (Pori, 1 juli 1915 - Helsinki, 18 juli 1988) was een Finse industrieel ontwerper en keramist. 

## Loopbaan

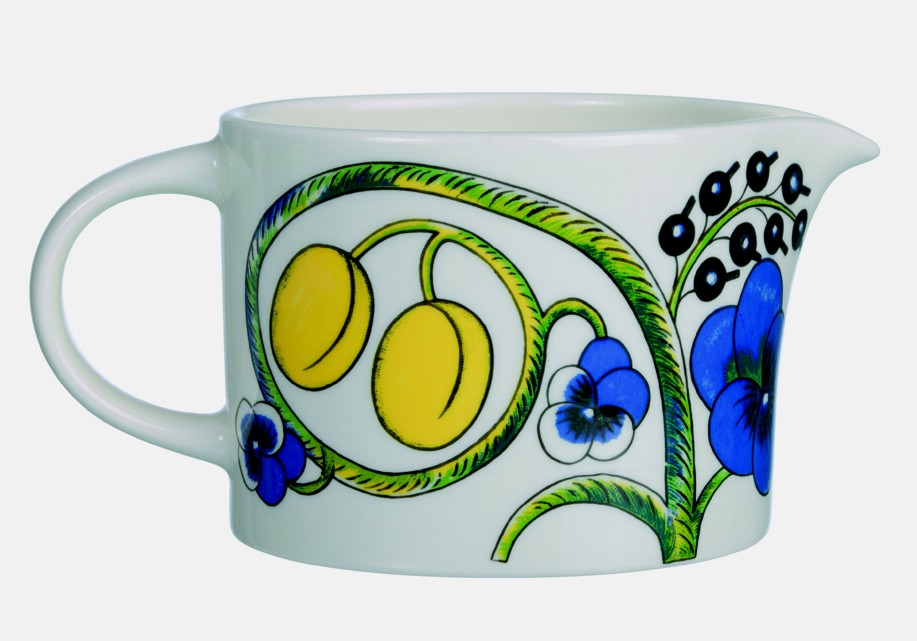
Deel van het Paratiisi-servies

Kaipiainen leed zijn leven lang aan de gevolgen van polio, waardoor hij met een stok moest lopen. Hij studeerde bij Arttu Brummer aan de Universiteit voor kunst en grafische vormgeving in Helsinki. In 1937 werd hij door Kurt Ekholm aangesteld bij de keramische fabriek Arabia. Hij bleef daar werken tot zijn dood, afgezien van de jaren 1954-1958, toen hij in Zweden werkte bij de porseleinfabriek Rörstrand. Hij deelde een atelier met Rut Bryk, die in 1942 bij Arabia kwam werken en die hij als mentor begeleidde. Ook exposeerde hij samen met Toini Muona. In 1955 brak hij internationaal door dankzij een tentoonstelling in New York.
Op de artistieke afdeling van Arabia liet hij zich inspireren door de Byzantijnse kunst en de Italiaanse renaissance, vaak met afbeeldingen van fruit, bloemen en vogels. Ook maakte hij surrealistische vogels, die hem in 1960 een Grand Prix opleverden bij de Triënnale van Milaan, waar hij al in 1951 een eervolle vermelding had gekregen.  
Hij ontwierp ook aardewerk voor industriële productie. In 1969 maakte hij het servies Paratiisi, met opvallende decoratieve motieven van fruit en bloemen. De productie van de serie werd hervat in 1987. 
Kaipiainen werd door kunstcritici geroemd als "de meester van het keramiek" en de "onbetwiste heerser van de decoratie". Hij verzette zich tegen stromingen als functionalisme en nieuwe zakelijkheid. Daardoor nam hij een aparte maar gewaardeerde plaats in tussen de groep getalenteerde Arabia-ontwerpers, die steeds meer neigden naar strakke, simpele vormen met weinig decoratie. Typisch voor zijn werk zijn de gestileerde natuurthema's. Zijn productie wordt gekenmerkt door nostalgie en verlangen naar een mooie wereld. "Voor mij is melancholie een permanente eigenschap die misschien even verdwijnt, om dan gewoon terug te komen zoals 't hoort", zei hij eens. Zijn beroemdste werken zijn Paratiisi, Kuovit (een grote regenwulp van aardewerk), grote keramische wandborden met voorstellingen in reliëf, waaronder Orvokki, en het behang dat hij ontwierp voor Pihlgren en Ritola Oy.
In 1963 werd aan Kaipiainen de Pro Finlandia-medaille toegekend. In 1977 kreeg hij de titel 'Professor' als eerbewijs.
In de wijk Arabianranta in Helsinki, waar hij zijn werkzame leven doorbracht in de ontwerpafdeling van de Arabia-fabriek, is een straat naar Birger Kaipiainen genoemd.